# Благуњо дејче, Пожаранче
Благуњо дејче, Пожаранче је испевана негде у првим годинама двадесетог века и говори о неоствареној љубави младог Аце абаџије према познатој лепотици Благуњи Ђоловић, званој Пожаранка, јер је родом била из гостиварског села Пожарање.

## Настанак
Благуња је рођена 11. априла 1889. године у селу Пожарање и била је треће дете Николе Ђоловића, бившег печалбара у Влашкој. Имала је два брата, Захарија и Александра. Обојица су били веома надарена и паметна деца, па их је отац послао у школу. Захарије је студирао у Москви, а Александар у средњој школи у Цариграду, а одатле је отишао у Париз на Сорбону, где је студирао право. По завршетку студија, Краљевина Србија га је послала на дипломатски рад у Француску, Швајцарску, Аустрију и Турску.
У раним годинама 20. века, отац Никола је продао све што је имао у Пожарањима и купио кућу у Тетову, у Горњој Чаршији, на десној обали реке Пене. Песму о прелепој Благуњи отпевали су пријатељи Аце абаџије, који су безуспешно слали сватове да је траже.
Благуња се удала за Диме Бошњака 1905. године. Аце је умро млад, а Благуња Бошњаковска је живела 67 година. Сахрањена је у породичном гробу на градском гробљу у Тетову.  На надгробној плочи стоји да је њезино има Благуња, а не Благуна, како погрешно певају неки извођачи.

## Извођења
Песма Благуњо дејче, Пожаранче је својом лепотом и популарношћу превазишла границе Македоније и то је најизвођенија тетовска песма уопште. Она је и прва тетовска песма снимљена на носачу звука: још 1920-те на своју ЛП плочу је ставља хармоникаш Борислав Јањић- Шапчанин, а 1942-ге на своју ЛП плочу је ставља и тада најпознатији југословенски извођач Едо Љубић. Она је на репертоару многих певача народних песама у Македонији, Србији и шире.
- Амадеус бенд
- Благица Павловска и Зоран Ванев
- Благица Павловска и Наум Петрески
- Верица Шерифовић и Шабан Шаулић
- Влатко Лозаноски
- Елена Петревска и Горан Наумовски
- Елена Ристевска и Миле Кузмановски
- Есма Реџепова и Зоран Џорлев
- Есма Реџепова и Предраг Гојковић Цуне
- Лепа Брена
- Мерима Његомир и Станиша Стошић
- Смиља Митревска и Пепи Бавтировски
- Стоја и Јашар Ахмедовски
- Ферус Мустафов и Огнени момчиња
- Alex и Alen
- Hannah Berger
- KulturShock
- Teodulia

## Текст
-{
Благуњо дејче, мори Пожаранче, ајде,

отвори ми џамли пенџер

сакам да те видим ја.  

Еј, ђиди, Аце море абаџија, ајде,

што д`отворим џамли пенџер 

когај не те сакам ја. 

Благуњо дејче, мори Пожаранче, ајде,

ја подај ми бело лице

сакам да го љубим ја. 

Еј, ђиди, Аце море абаџија, ајде,

што да давам бело лице

когај не те сакам ја. 
}-